# Bobby Walston
Robert Harold „Bobby“ Walston (* 17. Oktober 1928 in Columbus, Ohio; † 7. Oktober 1987 in Roselle, Illinois) war ein US-amerikanischer American-Football-Spieler. Er spielte in der National Football League als Wide Receiver und Placekicker bei den Philadelphia Eagles.

## Spielerlaufbahn

### Collegekarriere
Bobby Walston studierte von 1947 bis 1950 an der University of Georgia. Dort spielte er für die Georgia Bulldogs American Football als Wide Receiver und als Placekicker. Walston zog mit seiner Mannschaft während seines Studiums in drei Bowl Spiele ein. Sein Team konnte keines der Spiele gewinnen. Walston konnte mit seinen Passfängen einen durchschnittlichen Raumgewinn von 20,7 Yards erzielen. Dies war Rekord an seinem College. Er wurde erst 26 Jahre später gebrochen. Trotzdem befindet sich Walston mit seiner Leistung immer noch an zweiter Stelle der Bulldogs Bestenliste.

### Profikarriere
Walston wurde 1951 von den Philadelphia Eagles in der 14 Runde an 166 Stelle gedraftet. Trainer des Teams war Wayne Millner, der allerdings aus gesundheitlichen Gründen zu Ende der Saison 1951 seinen Posten aufgab. Walston gelang es sich in der Offense der Mannschaft aus Philadelphia als Wide Receiver, neben seinem Mitspieler Pete Pihos, durchzusetzen. Er erzielte in seinem Rookiejahr acht Touchdowns. Daneben wurde Walston als Placekicker in den Special Teams eingesetzt.
Robert Walston zog mit seiner Mannschaft, nach einer Saison mit 10 Siegen aus 12 Spielen, 1960 in das NFL-Meisterschaftsspiel ein. Gegner waren die von Vince Lombardi trainierten Green Bay Packers, die mit 17:13 geschlagen werden konnten.  Walston hatte maßgeblichen Anteil an dem Sieg. Er konnte drei Pässe von Quarterback Norm Van Brocklin zu einem Raumgewinn von 38 Yards verwerten. Ferner erzielte er ein Field Goal und zwei Extrapunkte.
Nach der Saison 1962 beendete Walston seine Laufbahn bei den Eagles. Bobby Walston hält noch heute zahlreiche Rekorde der Eagles. Mit 881 erzielten Punkten während einer Karriere liegt er an erster Stelle der Bestenliste. Er erzielte zudem die meisten Extrapunkte für sein Team und hat in neun Jahren jeweils die höchste Punktzahl seiner Mannschaft erreicht.

## Nach der Laufbahn
Walston wurde von den Chicago Bears unter Vertrag genommen. Er war dort für die Personalplanung verantwortlich und betätigte sich als Scout für das Team. Er wechselte später in gleicher Funktion zur United States Football League (USFL). Bobby Walston starb 1987 an Herzversagen. Er ist auf dem Mount Emblem Cemetery in Elmhurst, Illinois, beerdigt.

## Ehrungen
Walston spielte zweimal im Pro Bowl, dem Abschlussspiel der besten Spieler einer Saison. Er wurde einmal zum All Pro gewählt und ist Mitglied im NFL 1950s All-Decade Team.